# زدنیک هرژیب
زدنیک هرژیب (چکی: Zdeněk Hřib؛ زادهٔ ۲۱ مهٔ ۱۹۸۱) سیاستمدار و پزشک اهل کشور جمهوری چک است. او مدیر بهداشت و درمان جمهوری چک و سیاستمدار حزب دزدان دریایی جمهوری چک است که از نوامبر ۲۰۱۸ به عنوان شهردار پراگ خدمت کرده‌است. هرژیب در ابتدا یک پزشک بود و سمت‌های مدیریتی و مشاوره‌ای در مؤسسات بهداشتی دولتی، شرکتی و غیرانتفاعی داشت که به دیجیتالی‌سازی، کنترل کیفیت و حمایت از مصرف‌کننده اختصاص داشتند. او در انتخابات شهرداری پراگ در سال ۲۰۱۴ ناموفق بود، اما پس از انتخابات شهرداری ۲۰۱۸، که دزدان دریایی رتبه دوم را کسب کردند، ائتلافی دولتی با احزاب رتبه سوم و چهارم تشکیل دادند که ۳۹ کرسی از ۶۵ کرسی مجلس شهر پراگ را در اختیار دارند.